# Ernst Reinhardt Verlag
Der Ernst Reinhardt Verlag (Eigenschreibweise: reinhardt) ist ein deutsch-schweizerischer Verlag mit Sitz in München und Basel.

## Geschichte

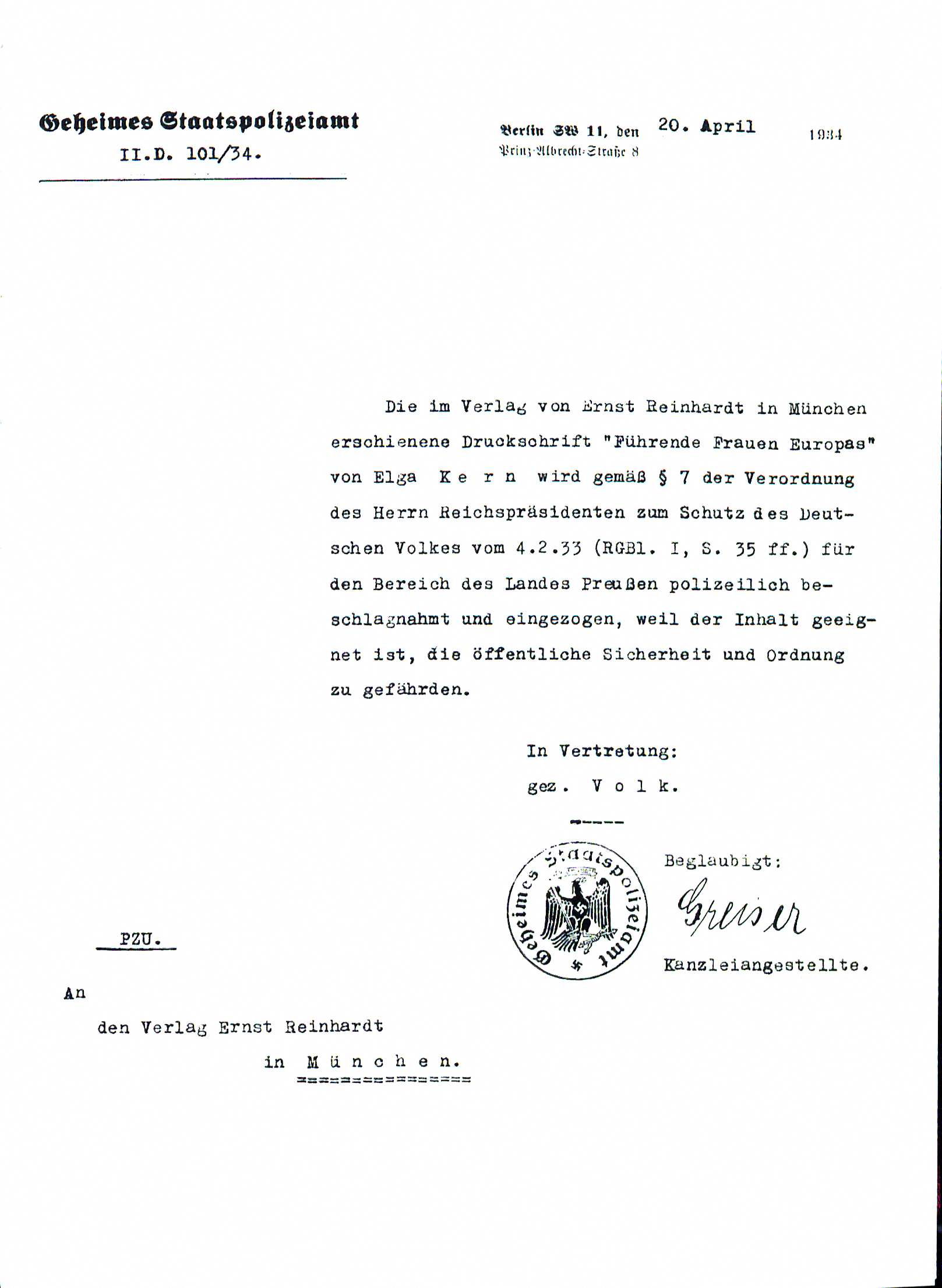
Hans Volk beschlagnahmte 1934 ein Buch von Elga Kern.

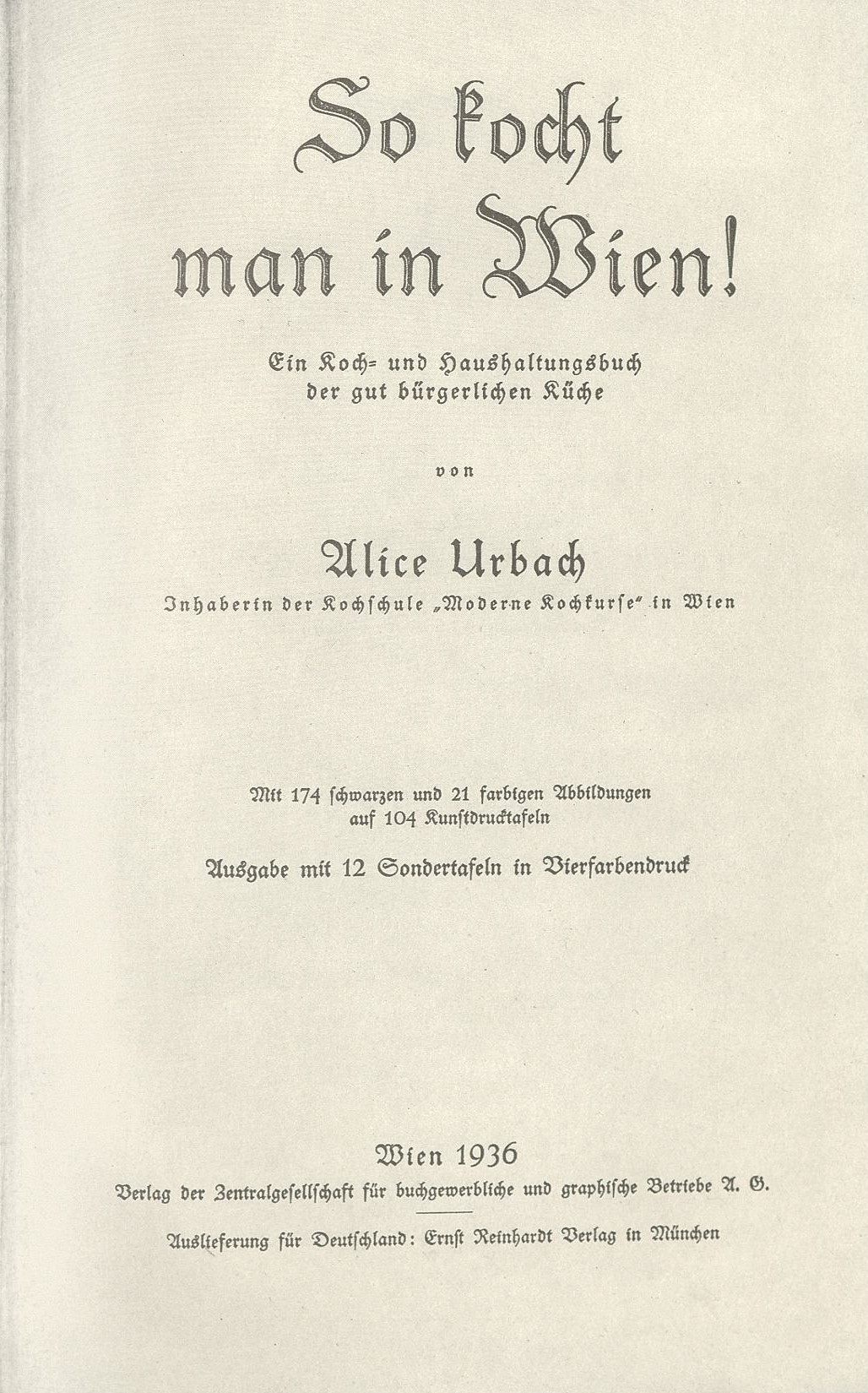
Das Kochbuch der Jüdin Alice Urbach wurde bei Reinhardt 1938 unter dem Namen „Rudolf Rösch“ arisiert.

1899 begann der Basler Buchhändler Ernst Reinhardt (1872–1937) in München mit dem Kauf der Sortiments- und Antiquariatsbuchhandlung Dr. Lüneburg am Maximiliansplatz 3. Ab ca. 1900 befreundete er sich mit Ricarda Huch. 1905 landete er mit dem frühen Bestseller Die sexuelle Frage von August Forel seinen ersten Erfolg. Ab 1912 wurde er Verleger der Werke von Alfred Adler.
Nach schwierigen Jahren unter dem NS-Regime und Reinhardts Tod 1937 führte sein Neffe Hermann Jungck (1904–1988) den Verlag fort. Nach dem zweiten Schließungsbefehl durch die Nazis zog der Verlag 1944 nach Basel in die Schweiz, wo 1945 die Ernst Reinhardt AG gegründet wurde. Erst nach 1948 wurde wieder zunehmend in München produziert. Der Verlag gibt wissenschaftliche Buchreihen im Bereich der Pädagogik, Psychologie, Psychotherapie und Pflege heraus. Auch Kinderbücher, Ratgeber und Sachbücher gehören zum Sortiment. Seit 1972 ist der Verlag auch Mitglied bei der Uni-Taschenbücher GmbH (UTB). 1973 löste Bruno Linne Jungck als Verlagsdirektor ab. 1978 wurde Karl Münster Verlagsleiter, seit 1998 hat Hildegard Wehler die Leitung inne.

## Kritik
Alice Urbachs Enkelin, die Historikerin Karina Urbach, brachte 2020 ein Buch über die Geschichte ihrer Großmutter heraus: Das Buch Alice. Wie die Nazis das Kochbuch meiner Großmutter raubten. Von 1939 bis 1966 gab der Verlag in zahlreichen Auflagen ein Plagiat des Buches So kocht man in Wien! heraus und verkaufte auch Lizenzen dafür. Verfasst hatte es Alice Urbach 1935, nach dem »Anschluss« Österreichs an Deutschland unter den Nationalsozialisten wurde das Werk »arisiert«; Urbach verlor sämtliche Rechte daran. Nach dem Krieg bemühte sich Alice Urbach beim Verlag vergeblich, die Urheberrechte zurückzuerhalten. Der Ernst Reinhardt Verlag nannte als Autor des Buches ab 1939 »Rudolf Rösch«, einen »langjährigen Küchenmeister in Wien«, dessen Existenz fraglich ist.
Ende 2020 berichtete Der Spiegel im Anschluss an ein Interview mit Karina Urbach von einer Stellungnahme des Verlags, in der dieser mitteilte, dass der Vorgang rechtlich nicht zu beanstanden wäre, heute moralisch aber nicht mehr vertretbar sei. Der Verlag bedauere die Vorfälle.

## Zeitschriften
- Frühförderung interdisziplinär
- körper – tanz – bewegung
- Mensch & Pferd international
- Motorik
- Psychologie in Erziehung und Unterricht
- Vierteljahresschrift für Heilpädagogik und ihre Nachbargebiete
- unsere jugend

## Bücher
- Geschichte der Philosophie in Einzeldarstellungen
- Grundformen der Angst

## Weblink
- Website des Ernst Reinhardt Verlages